# Referéndum constitucional de Uzbekistán de 2023
El referéndum constitucional en Uzbekistán tuvo lugar el 30 de abril de 2023 Se iba a celebrar sobre las enmiendas constitucionales propuestas.
El Parlamento aprobó el referéndum el 15 de marzo de 2023. Las enmiendas fueron aceptadas en referéndum con más del 90% de apoyo.

## Antecedentes
El presidente Shavkat Mirziyoyev fue reelegido en 2021 para un segundo mandato en elecciones que se caracterizaron por la falta de competencia. Sin embargo, no es elegible para postularse para el cargo en 2026, de acuerdo con la constitución actual, ya que limita los presidentes a dos mandatos de cinco años cada uno.
El Tribunal Constitucional dictaminó que si los votantes aprueban las enmiendas constitucionales propuestas, el actual presidente Mirziyoyev podría buscar un tercer mandato, ya que se modificó la duración del mandato y aún no había cumplido dos mandatos completos. Los observadores han criticado el referéndum por incluir disposiciones que pueden permitirle a Mirziyoyev postular a un tercer o incluso un cuarto mandato en el futuro, y muchos están preocupados por el camino de las reformas del país y si continuará el "deshielo uzbeko" bajo Mirziyoyev. También es la séptima vez que la constitución de Uzbekistán se ha modificado significativamente desde 1992, luego de intentos anteriores de eliminar los términos anteriores y evadir los límites de los términos. El Estado, simbólicamente, trata de enmarcar al pueblo uzbeko como principal autor de esta propuesta constitucional.

## Pregunta
Se preguntó a los votantes si aprobaban una ley constitucional propuesta que revisaría la constitución actual.

Siz O‘zbekiston Respublikasi Konstitutsiyasi to‘g‘risidagi O‘zbekiston Respublikasi Konstitutsiyaviy Qonunini qabul qilasizmi?

## Cambios sugeridos
Algunos de los cambios sugeridos en el referéndum, entre otros, son:
- Ampliación del mandato presidencial de 5 a 7 años.
- Agregar que Uzbekistán es un estado "legal, social y laico " (además del actual "soberano" y "democrático").
- Introducir un lenguaje que desaliente al estado de dañar los derechos y libertades de las personas y los ciudadanos (incluso en la política exterior).
- Agregar derechos/protecciones para los imputados en delitos por los que aún no han sido condenados, así como prohibir la extradición, la pena capital (constitucionalmente, ya que anteriormente estaba prohibida por decreto presidencial) y las penas crueles e inusuales, y agregar la excepción de doble incriminación.
- Hacer que todas las leyes que eximan o mitiguen el castigo por un delito sean retroactivas.
- Garantizar el derecho a la confidencialidad de las comunicaciones y el derecho a la libertad de comunicación en ausencia de una orden judicial.
- Garantizar el derecho a la protección de datos personales; agregando que "toda persona tiene derecho a conocer la información recabada sobre sí misma en los órganos estatales, órganos de autogobierno de los ciudadanos, asociaciones públicas, organizaciones y a corregir la información incorrecta, así como también tiene derecho ilegalmente a solicitar la destrucción de los datos que ha sido recabado o no tiene base legal".
- Añadir protecciones laborales como una remuneración justa y un salario mínimo vital, prohibir la discriminación salarial o el despido de mujeres por embarazo o por tener hijos, y el derecho a la licencia parental remunerada.
- Agregarque el estado proveerá vivienda a los ciudadanos socialmente necesitados y de escasos recursos que requieran mejoras en las condiciones de vivienda (sujeto a ley), garantizando la promoción de los derechos de los discapacitados, y prohibiendo la discriminación contra los discapacitados.
- Se garantizara a los ciudadanos (sujeto a la ley) una cantidad mínima de atención médica gratuita en el punto de servicio, incluida la atención de urgencia y emergencia.
- Codificar un compromiso con la protección del medio ambiente y el desarrollo sostenible
- Cambiar: "Toda persona tiene derecho a la educación. La educación general gratuita está garantizada por el estado. Los asuntos escolares están bajo el control del Estado" Por: "Toda persona tiene derecho a la educación. El estado apoya el desarrollo de la educación preescolar y la crianza. El estado garantiza el derecho de todos los niños a seguir una formación obligatoria de un año para poder ingresar en las instituciones de educación secundaria general. La educación secundaria general gratuita está garantizada por el estado. La educación secundaria general es obligatoria. El trabajo escolar, la educación preescolar y la crianza estarán bajo el control del estado. La educación y la crianza inclusivas se organizan en organizaciones educativas para niños con necesidades educativas especiales y capacidades individuales. El estado garantizará que los jóvenes talentosos continúen su educación independientemente de su situación económica. El estado creará las mismas condiciones para el desarrollo de las instituciones y organizaciones educativas estatales, privadas y de otro tipo. Fortalecer la condición del personal docente en todos los aspectos es fin y tarea responsable de la sociedad y del estado. No está permitido interferir en las actividades profesionales del personal docente, así como impedirles cumplir con sus obligaciones de servicio".
- Agregar que “Toda persona tiene derecho a obtener educación superior gratuita en instituciones educativas públicas en condiciones de competencia. Las organizaciones de educación superior y de investigación científica tienen derecho a la autogestión, a la libertad de cátedra, así como a la libertad de investigación y docencia dentro del marco que establezca la ley. El estado apoya el desarrollo de la ciencia y el establecimiento de relaciones científicas con la comunidad científica mundial".
- Agregar que “Toda persona tiene derecho a la protección de sus derechos y libertades en todas las formas no prohibidas por la ley”.
- Agregando que “La competencia desleal y la monopolización no están permitidas en la actividad económica. Los resultados de la expropiación y privatización no pueden ser revisados y cancelados".
- La introducción de la expropiación en casos especiales (según lo estipulado por la ley), con la condición de una compensación anticipada y justa para el propietario
- Agregar que el matrimonio "se basará en los valores familiares tradicionales del pueblo de Uzbekistán"
- Agregar que una persona que es miembro de la Asamblea Suprema de Uzbekistán no puede ser miembro del Consejo Supremo de Karakalpakstan al mismo tiempo
- Extender el plazo para enviar las leyes aprobadas por la Asamblea Suprema de Uzbekistán al Senado (a partir de la fecha de aprobación de la ley) de los 10 días actuales a 20 días; ampliar el plazo para el envío de las leyes aprobadas por el Senado al presidente para su firma y promulgación (a partir de la fecha de aprobación de la ley) de 10 a 20 días; extender el plazo para que el presidente firme y promulgue la legislación aprobada por el Senado de los actuales 20 días a 2 meses
- Separar el poder representativo y ejecutivo en el gobierno regional (anteriormente, ambos estarían en manos del Hokim regional)
- Aclarar que la Corte Constitucional puede “considerar las denuncias de ciudadanos y personas jurídicas respecto de la verificación de la constitucionalidad de la ley que les aplica el tribunal en un caso específico”